# Chōjirō
Chōjirō (長次郎), ou Rakuchōjirō (楽長次郎), né en 1516, à Kyoto, et mort en 1589 ou 1590, est un potier japonais, fondateur du style raku-yaki.

## Biographie

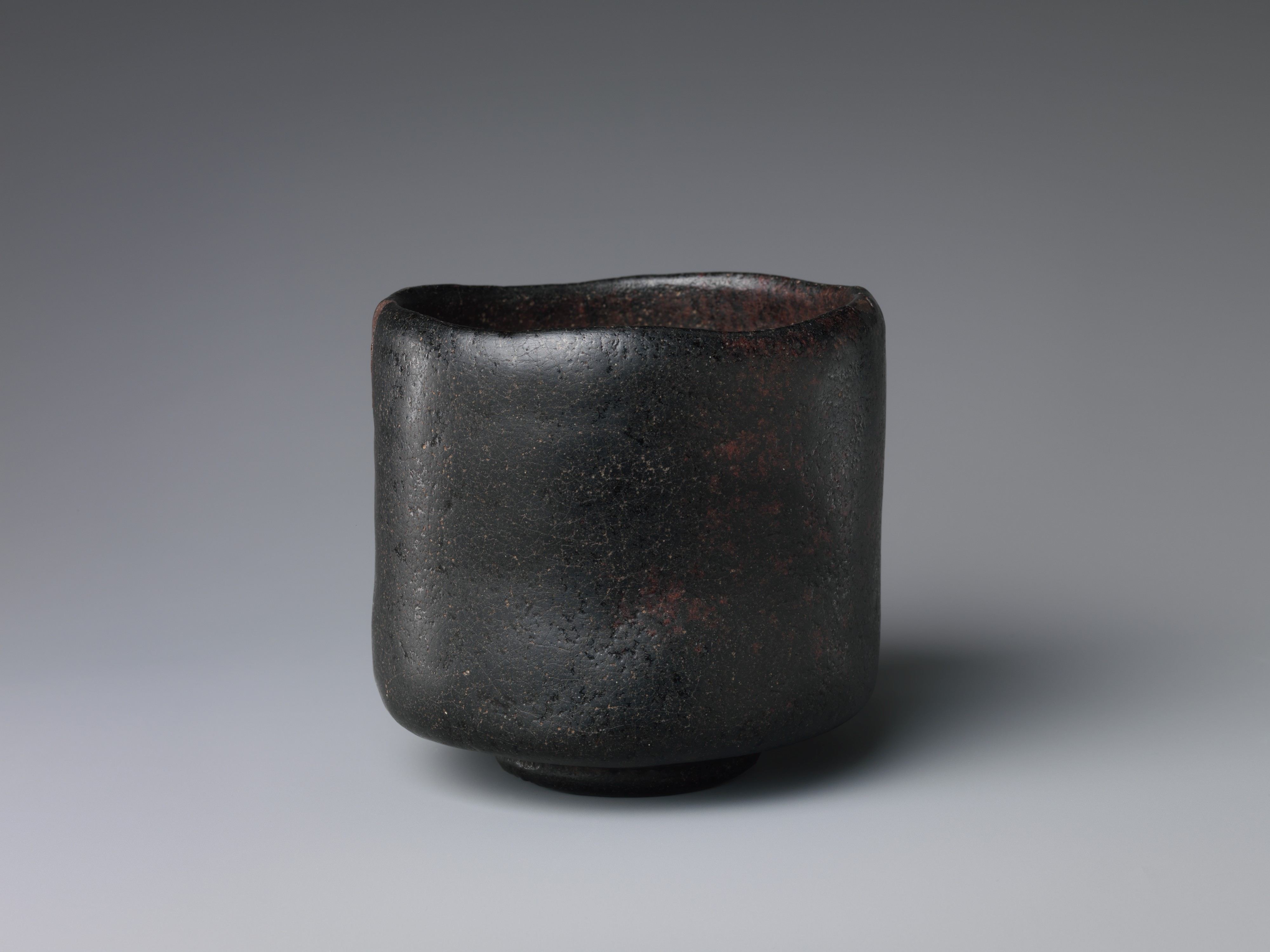
Bol à thé noir dans le style raku, attribué à Chōjirō.

Chōjirō, ou Rakuchōjirō , né en 1516 à Kyoto, au Japon, est un potier japonais, fondateur du style raku-yaki. Il est le fils d'un certain Ameya, artisan potier, originaire du continent (de Chine ou de Corée, selon les sources),.
Sa rencontre avec le maître de thé Sen no Rikyū (1522 - 1591) l'amène, à la demande de Rikyū, à créer des bols à thé destinés à la cérémonie du thé, le chanoyu, empreinte de l'influence du zen. Les bols ne doivent pas détourner l'attention par leur beauté ou leur raffinement. Chōjirō produit des bols, exclusivement rouges ou noirs, d'aspect simple et sans décoration, qui reflétent les idéaux du wabi (beauté trouvée dans la simplicité et la sobriété).
Jōkei, fils de Tanaka Sōkei et de Sōmi,, la sœur de la femme de Chōjirō, également potier et perpétuant le travail de Chōjirō, reçoit un sceau de la part du shōgun Toyotomi Hideyoshi qui l'autorise à rajouter à son nom : Raku, un terme difficilement traduisible mais dont le sens principal est « plaisir » ou « confort ». Ceci marque le début du style de poterie raku-yaki. Chōjirō devint ainsi le fondateur de la dynastie raku qui est toujours active, et dont le représentant actuel est le seizième du nom : Kichizaemon, né en 1981.